# Domaće govedo
Domaće govedo ili domaće goveče (lat. Bos taurus) je pripitomljen potomak divljeg goveda – tura (Bos primigenius). To je vrsta velikih sisara preživara, visine od 120 do 150 cm i težine 600 do 800 kg. Razlikuju se dve glavne podvrste domaćeg goveda: domaća krava u Evropi (Bos taurus taurus, sin. Bos primigenius taurus) i zebu (Bos taurus indicus, sin. Bos primigenus f. taurus), kome pojedini naučnici dodaju Bos taurus primigenius, smatrajući ga potomkom tura, izumrlog u 17. veku.
Bos taurus je na Bliskom istoku pripitomljen pre 10.000 godina, a njegov uzgoj je postepeno razvijen po čitavom svetu. Domaće govedo se uzgaja radi proizvodnje mleka i mesa, a u nekim oblastima i u namene vuče. Goveda se takođe koriste u proizvodnji kože, njihovi rogovi za pravljenje noževa, a balega za grejanje i đubrenje zemljišta.
Goveda su oduvek fascinirala ljude, koji ih smatraju simbolom snage i plodnosti. To je i razlog zašto su ove životinje prisutne u različitim religijama. One su sastavni deo zapadne kulture, služe kao inspiracija slikara i vajara, a često su i glavni motiv u crtanima, filmovima i reklamama.
Od svih domaćih životinja goveče pruža najviše i najraznovrsnije koristi, zbog čega govedarstvo predstavlja jednu od najvažnijih grana stočarstva. Govedarstvo treba da zadovolji potrebe stanovništva u mleku, mlečnim proizvodima i mesu, zatim da podmiri zahteve prehrambene industrije i industrije koža i da obezbedi izvesne viškove za izvoz.
Godine 2009, govedo je postalo jedna od prvih domaćih životinja sa potpuno mapiranim genomom.

## Karakteristični nazivi
- krava [], krava muzara, mlečna krava – odrasla ženka koja se muze radi proizvodnje mleka;
- steona krava – ženka u gestaciji, bremenita ženka;
- bik – odrasli, polno zreli mužjak;
- vo – sterilisani mužjak;
- tele [] (množ. telad) – mladunče;
- june, junac, junica – subadultne jedinke.

## Opis

### Anatomija
Domaće govedo je velika snažna životinja, koja u proseku teži 750 kg, sa velikim varijacijama (između 150 i 1.350 kg), a visina ramena je oko 120–150 cm, i zavisi od rase i same jedinke.
Zubi su prilagođeni usitnjavanju hrane koju unose i interesantno je da domaća goveda imaju zube samo u donjoj vilici, dok je gornja vilica tzv. dentalna ploča bez zuba. Odrasla ženka domaćeg goveda ima 32 zuba: osam donjih sekutića, četiri pretkutnjaka i po tri kutnjaka sa svake strane donje vilice. Sekutići su oštri i okrenuti napred, te stoga, one mogu pasti travu.  Vilica je prilagođena kružnim pokretima koji omogućavaju ovoj životinji da ispaše hranu. Njihovi sekutići im omogućavaju da samelju biljke, tako da su oni dovoljno usitnjeni da bi se nakon toga svarili regularno. Jezik im je prekriven rožnim tvorevinama koji ga čine grubim na dodir. Njuška im je široka i debela. Gornji deo je prilično velik, ravan i prekriven je kovrdžavom dlakom, poput punđe. Linija između očiju i njuške deluje poput oluka sa početkom na čelu. Domaće govedo ima dva šuplja roga sa obe strane glave, čija veličina varira od životinje do životinje. Rogovi su obično usmereni na gore ili u stranu. Uši su male, oblikovane u skladu sa rogovima i kod zebua opušteno vise. Ušne školjke su sa spoljašnje strane pokrivene finim kraćim dlakama, a sa unutrašnje nešto dužim dlakama. Oči domaćeg goveda su blago ispupčene.
Telo domaćeg goveda je prekriveno kratkim dlakama čija boja može biti od bele do crne, preko raznih nijansi crvene i braon. Šare po telu su takođe raznolike. Pojedine krave su potpuno jednobojne, bez šara, ali ima i pufnastih, tigrastih i raznih nedefinisanih šara. Poput drugih papkara, kreću se unguligradnim kretanjem, na dva prsta.
Prosečna temperatura krave je 39 °C, ali varira između 38,5 °C i 39,2 °C.

### Varenje
Goveda provode oko osam sati dnevno uzimajući hranu. Uzimaju je svojim grubim jezikom prekrivenim rožnastim tvorevinama, a njihovi sekutići im omogućavaju da pasu travu kontra od dentalne ploče. Blagim pokretom glavom unazad olakšavaju sebi sečenje trave. Na taj način goveda mogu izabrati koju će hranu jesti, a to je očigledno na mestima gde pasu, jer će za sobom ostaviti mnogo odbačene trave.
Digestivni trakt kod domaćih goveda je karakterističan za preživare. Odlikuje ge prisustvo tri predželuca, buraga, mrežavca i listavca, kao i pravog želuca, sirišta. Burag je veoma značajan za preživare, jer se u njemu nalaze bakterije koje omogućavaju razlaganje celuloze, osnovne komponente trave. Prvi odeljak kroz koji prolazi hrana je burag ili rumen. Prosečan kapacitet goveđeg želuca je od 135 do 180 L, a od ukupne zapremine buragu pripada 80%. Zidovi buraga su obloženi jakim mišićnim invaginacijama. U jednom kubnom santimetru buraga se nalazi između 15 i 20 milijardi mikroorganizama. Ovi mikroorganizmi razgrađuju ugljene hidrate koji se nalaze u životinjskoj hrani, formirajući pri tom kratkolančane masne kiseline, koje se apsorbuju kroz zid buraga. To je glavni izvor energije koja se koristi u metabolizmu goveda. Mlečne masti su uglavnom formirane iz sirćetne, propionske i buterne kiseline, što predstavlja redom 60%, 20% i 15% kratkolančanih masnih kiselina, ali proporcije variraju u zavisnosti od obroka.
Listavac apsorbuje vodu i masne kiseline nastale tokom fermentacije u buragu.

### Čula
Goveda koriste svih pet široko prepoznatih senzornih modaliteta. Ona nalaze primenu u kompleksnim obrascima ponašanja, kao što je na primer ispaša. Krave jedu mešovitu hranu, mada kad mogu da biraju, pokazuju preferenciju za približno 70% deteline i 30% trave. Ta preferencija ima dnevni obrazac, sa jačom preferencijom za detelinom ujutru, i sa rastućom proporcijom trave idući ka večeri.

#### Vid
Vizuelno polje kod goveda je široko, izdužen oblik očiju im omogućava da imaju panoramski pogled od 330° bez pomeranja glave. Ovo polje uključuje binokularno područje, pri čemu im je slika oštra i imaju dobar osećaj procene udaljenosti, kao i monokularno područje, gde je slika manje jasna. Njihov objektiv na očima je loptast koji im omogućava da jasno vide objekte koji su blizu, kao kada pasu travu. Međutim, slabije vide na daljinu i teže razlikuju detalje. Takođe, teže se prilagođavaju promenama svetlosti. Do danas nije poznato koje boje goveda opažaju, ali se generalno smatra da reaguju na boje talasnih dužina blizu crvene (620–750 nm), a teško ili u potpunosti ne razlikuju zelenu, plavu i sivu boju.

#### Ukus
Domaće govedo može razlikovati četiri osnovna ukusa: slatko, slano, gorko i kiselo. Receptori za svaki od ovih ukusa se nalaze na različitim delovima jezika. Krave najviše vole slatko, potom gorko, zatim slano i, konačno, kiselo.

#### Sluh
Goveda imaji dobro razvijeno slušno opažanje koje im omogućava da čuju zvuke na veoma visokim frekvencijama (ultrazvuk do 35.000 herca). Međutim, izvor zvuka lociraju manje precizno od čoveka. Pomoću mišića iza ušiju, oni mogu da ih okreću prema izvoru zvuka. Neki akutni i neobični zvukovi mogu dovesti do stresa kod ove životinje.

#### Miris
Čulo mirisa je kod goveda izrazito dobro razvijeno. Pored feromona, ono predstavlja osnovno sredstvo komunikacije kod goveda i zahvaljujući njemu, ove životinje mogu da se sporazumevaju međusobno.

#### Dodir
U kontaktu sa govedima, ona osete taktilnost, količinu nežnosti i količinu toplote. Regije na telu koje su najosetljivije na dodir jesu tamo gde je koža tanja, odnosno obrazi, vrat, glava, početak repa, unutrašnje strane butina, vime i stidnica. Receptori za bol kod ove vrste životinja su u većem broju smešteni unutar nozdrva i na mestu glave gde počinju rogovi. Toplotna osetljivost daje informacije životinji o temperaturi ambijenta u kom se nalazi, vlažnosti vazduha i brzini vetra.

## Ekologija i ponašanje
Domaće govedo kao vrsta je društvena životinja. U okviru jedne grupe postoji hijerarhija koja se uspostavlja u borbama tokom formiranja stada. Tada se ustali hijerarhija koja se do daljnjeg ne menja i u kojoj se izdvoji par jedinki koji postanu dominantne, a ostale su im podređene. Krave umeju da razviju odnose afiniteta jedni prema drugima, koji se često rezultiraju međusobnim lizanjem, kao i obitavanjem u neposrednoj blizini druge krave. U grupi se, takođe, primećuje pojava liderstva koja nije povezana sa hijerarhijskim odnosima. Krava koja je lider, odnosno vođa stada, obično upravlja kretanjem i za njom se svi kreću. Uglavnom su to krave koje imaju bolju percepciju, orijentaciju u prostoru i bolje pamte okruženje.
Dok se u većini slučajeva potencira poslušnost i neagresivno ponašanje kod goveda, kod nekih vrsta se stavlja akcenat upravo na to. To se radi radi određene namene, poput koride ili borbe krava u Švajcarskoj, mada su takve situacije retke na našem podneblju.
Goveda međusobno komuniciraju preko mirisa i feromona. Oni su u stanju da prepoznaju mirise jedni drugih u grupi na relativno velikoj udaljenosti. Njihovo čulo mirisa takođe može osetiti emocije drugih jedinki, uključujući situacije koje su propraćene strahom ili stresom. Pored toga, kao sredstvo komunikacije goveda koriste i držanje glave. Zavisno od položaja, oni daju do znanja drugima da li je u blizini potrebno biti na oprezu, spremiti se za beg, ili preti opasnost. U proseku, oni jednu trećinu vremena pasu, a dve trećine preživaju hranu sedeći i komunicirajući.
Način oglašavanja krave je mukanje. Ona će se različito oglasiti u različitim situacijama, poput bola, gladi, žeđi, dozivanja teleta i tome slično.

### Dugovečnost
Krave mogu lako da napune 20 i više godina, ali njihova dužina života je često kraća i uslovljena je, logično, osnovnim čovekovim razlozima za uzgoj istih. Najstarija krava za koju se zna je bila iz Irske, rase Dremon i uginula je 1993. godine tri meseca pre nego što je napunila 49 godina, ostavivši za sobom preko 39 teladi.

## Vrsta i čovek
Preciznije, većina autora identifikuje tri podvrste:
- evropski tur
- azijski ili indijski tur
- severnoafrički tur

### Rodonačelnici goveda (Poreklo govečeta)
Rodonačelnici domaćih goveda danas više ne žive, ali se njihovi koštani ostaci nalaze u raznim geološkim slojevima zemlje. Postoji nekoliko teorija o postanku domaćeg govečeta: monofiletička, difiletička, polifiletička. U starijoj stručnoj literaturi su se navodile monofiletička teorija - sva goveda vodila bi poreklo od jednog divljeg rodonačelnika evropskog ura-tura (bos primigenius bojanus); difiletička teorija - od dva (bos primigenius bojanos i bos brachyceros adametz). Po polifiletičkoj teoriji od mnogih rodonačelnika. Navedena klasifikacija se sa današnjeg biološkog aspekta smatra zastarelom i netačnom.
Pravci odgajivanja goveda
Goveče se može koristiti u dva pravca: Za proizvodnju mleka i proizvodnju mesa. Najčešće se kombinuju oba pravca. Prilikom određivanja odgajivačkog smera moraju se poznavati uslovi u kojima će goveče živeti. Pored klimatskih, zemljišnih, terenskih, ekonomskih i drugih uslova naročitu pažnju treba obratiti na mogućnost povećanja ratarske proizvodnje koja treba da obezbedi ishranu goveda.
Rase kombinovanih svojstava
Rase kombinovanih svojstava imaju skladnu građu sa dobro razvijenim trupom u dužini, dubinu i širinu. Prema tome kome se svojstvu bude davala prednost grla će naginjati ili izgledu mlečnih ili tovnih goveda. Ranostasne su i dobro iskorišćavaju hranu. Glava treba da ima sve oznake pola kome grlo pripada. Ona je kod bikova kraća šira, a kod krava duža sa finim kostima. Vrat je kod bikova kraći i širi nego kod krava. Vrat krava treba da bude srednje širine. Kod ranozrelih rasa vrat je kraći. Ispod vrata je đerdan (podvoljak, podgušnjak) koji je kod različitih rasa razvijen u različitoj meri. Grudni koš treba da bude dobro razvijen kako bi srce i pluća mogli neometano da obavljaju svoju funkciju. On mora biti prostran dobro razvijen u dubinu, širinu i dužinu što zavisi od rase. Plitek i uzan grudni koš je velika mana. Leđna linija treba da bude ravna. Kod starijih krava dozvoljena je blago ulegnuta leđna linija. Greben treba da bude dugačak, širok i da se ne ističe izvan leđne linije. Leđa treba da budu široka, ravna, dovoljno dugačka, dobro povezana sa grebenom i slabinskim delom. Treba da budu mišićava jer je na leđima meso vrlo dobrog kvaliteta. Za slabine važi uglavnom isto kao i za leđa. Krsta i sapi treba da budu široke i dobro mišićave. Trbuh mora biti prostran i blago zaobljen, jer se u njemu nalaze organi za varenje. Vime mora biti dobro razvijeno i prostrano čija sva četiri dela treba da budu približne veličine. Ono treba da bude žlezdano, što se najbolje može primetiti posle muže kada splasne. Vime koje posle muže ostane tvrdo znak je da je bogato vezivnim i masnim tkivom i da ovakva grla nisu dobri proizvođači mleka. Prednje noge treba da budu paralelne i dovoljno razmaknute. Zadnje noge posmatrane od pozadi moraju takođe biti paralelne.

### Domaće šareno goveče (Domaći simentalac)
Domaće šareno goveče postalo je ukrštanjem simentalskih bikova sa domaćim kravama raznih rasa (u Vojvodini s podolcem, u Srbiji sa kolubarcem...), koje su do druge polovine 19. veka uglavnom bile na primitivnom stupnju odgajivanja (tada je goveče služilo prvenstveno za rad). Međutim, simentalac nije odmah odabran za popravku domaćeg govečeta; on je obično imao svoju rasu preteču; to je u Hrvatskoj i delu Slovenije bila pincgavska, u Srbiji lavantalska i marijahofska rasa, dok je u Vojvodini to bio podolac. U planinskim delovima mrko goveče i njegovi varijeteti imalo je glavnu ulogu u oplemenjivanju domaćeg govečeta, pa je tako, npr u Sloveniji stvoreno sivojravo goveče. Domaće šareno goveče je proizvod naših prilika i potreba, kojima se simentalac vrlo dobro prilagođavao, stvarajući najpre tipove, a zatim jednu domaću – prelaznu rasu. Ono je proizvod ukrštanja raznih lokalnih primitivnih naših rasa ili najnovijih meleza koji su prethodili simentalskoj rasi, sa simentalskim bikovima, koji su delovali pretapajući domaće goveče u jednu novu rasu prilagođenu određenom reonu odgajivača, za razliku od domaćeg simentalca pod kojim se podrazumeva potomstvo uvezenih simentalaca odgajeno u čistoj krvi.
Izgled domaćeg šarenog govečeta
Po opštem izgledu domaće šareno goveče je vrlo slično simentalcu i po eksterijeru i po boji. Glava mu je nešto duža i uža nego glava originalnog simentalca, vrat takođe nešto duži i uži; grudni deo je plići i uži; leđa, slabine i sapi takođe su nešto uži, a muskulatura nešto slabije ispoljena. Noge su obično prilično visoke, tako da izgleda nešto štrkljastije. Boja je šarena, crveno-bela, svetlija ili tamnija, ali i pšenična, pa i žuto-bela. 
Rogovi, papci kao i sve vidljive kože i sluzokože su nepigmentirani. Visina grebena krava iznosi 130–140cm, a prosečna živa mera 500–600kg, tj, u proseku je za oko 100 kg manja od originala. Sve ovo pokazuje da se kod domaćeg šarenog govečeta mora još dosta pažnje obratiti selekciji svih mogućih osobina.
Proizvodne osobine
Po svojim proizvodnim osobinama domaće šareno goveče je tipična rasa kombinovanih sposobnost, koja se koristi, uglavnom, za produkciju mleka i mesa i za rad. Mlečnost domaćeg šarenog govečeta kreće se u proseku 2.000 do 3.000 kg sa 3,7% masti. Za 305 dana laktacije, prosečna mlečnost iznosila je 2974 kg mleka sa 3,8% masti. Tovna sposobnost domaćeg šarenog govečeta vrlo je dobra, po toj se osobini ono vrlo približava originalnom simentalcu, i po kvalitetu mesa i po prirastu. Prema nekim ispitivanjima domaće šareno goveče u tovu do godinu dana starosti dostiže prosečnu težinu od 375 kg, tj, dnevni prirast iznosi u to vreme 1,15 kg, a prosečan randman mesa 58%, što sasvim odgovara normama tova simentalske rase. Radna sposobnost domaćeg šarenog govečeta vrlo je dobra, te se ono danas još dosta koristi za rad na sitnim posedima. Domaće šareno goveče je snažne konstrukcije, dosta skromno u pogledu ishrane, hranu vrlo dobro koristi, dosta je ranostasno, tako da obično sa oko 20 meseci ulazi u priplod. Ova rasa se danas unapređuje naročito putem centra za veštačko osemenjavanje. U njima se nalazi najveći broj baš simentalskih bikova, prvenstveno austrijskih i nemačkih, pomoću kojih se stvara savremeni tip domaćeg šarenog govečeta srednjeg formata (oko 135–150 cm visine grebena kod krava, a oko 145 cm kod bikova); dubokog i širokog dosta mesnatog trupa sa dobrom muskulaturom (žive mere preko 650 kg kod krava, a oko 1.000 kg kod bikova); ranog stasavanja, tako da sa godinu dana starosti bikovi u tovu mogu dostići do 400 kg, a krave da daju prosečno bar 3.500 kg mleka sa oko 4% masti.

## Nega i higijena goveda
Mesto za podizanje staje,veličina,raspored grla
Govedima se mora obezbediti odgovarajući smeštaj kako bi se od njih postigle što veće koristi. Goveda su osetljiva prema vlazi i vetrovima, dok suvu hladnoću bolje podnose nego visoke temperature. Osetljiva su i na razna isparavanja u staji. Zbog toga treba obezbediti suvo ležište i zaklon od vetrova u zimskim mesecima i preteranih vrućina u toku leta. Staje treba graditi na ocednim i nešto uzvišenim mestima, ali tako da budu zaštićene od jakih vetrova. U blizini staja se mogu podizati zaštitni šumski pojasevi. Mesto gde će se podizati staja treba da bude u blizini saobraćajnih veza.
Klasične (zatvorene) staje
Klasične staje se zidaju tako da se goveda u njima mogu rasporediti u dva reda, bilo da su glavama okrenuta prema dužnim zidovima, bilo da su im glave okrenute jedna prema drugima. U prvom slučaju u sredini staje se nalazi hodnik širine 150–180 cm za iznošenje đubreta i unošenje prostirke, dok se duž zidova nalaze dva uža hodnika (70–100 cm) za raznošenje hrane. U drugom slučaju u sredini staje se nalazi hodnik za raznošenje hrane, a pored zidova dva hodnika za iznošenje đubreta. Staje se moraju dobro provetravati, pa se ventilaciji mora posvetiti puna pažnja. Cilj ventilacije je da odstrani zagađeni vazduh. Topao, ustajao vazduh pun vodene pare se penje u vis i kroz otvore izlazi iz staje. Ventilacija istovremeno služi i za dovođenje novog, svežeg, čistog vazduha. Staje moraju imati dovoljno svetlosti. Obično se računa da na 15–20 m² poda treba da bude 1 m² zastakljenih prozora. Plafon je obično od drveta, s tim što se na tavanskoj strani stavlja još neki materijal (karatavan) da bi se povećala izolacija. Podovi moraju biti od čvrstog materijala. Jasle i kanal treba da budu izgrađeni od betona prevučenog sa glatkom, čvrstom i nepropustljivom cementom košuljicom. Najčešće se prave srednje dugačka ležišta (dužina oko 2,10 m). Ređe se prave kratka (1,70 m) i dugačka ležišta (2,5 m). Širina treba da bude 1–1,30 m, što zavisi od krupnoće grla. Jasle treba da budu tako postavljene da omoguće lako davanje hrane, da rastur hrane bude sveden na najmanju meru i da se lako čiste. Uz jasle treba da stoji automatska pojilica.
Otvorene staje (Staje za hladan tov)
Otvorene staje imaju pokriveni deo i ispust. Pokriveni deo je zatvoren sa tri strane i obično otvoren prema jugu. Ako se hrane u pokrivenom delu, onda po grlu treba obezbediti 8–10 m² površine. Na otvorene staje se nadovezuju odeljenja u kojima se izvodi muža a ponekad i porodilišta. Pored ovih staja izgrađuju se i staje za junad i telad.
Pomoćni objekti
Osim staja za smeštaj stoke svako gazdinstvo mora imati i izvesne pomoćne objekte, kao što su: ispusti, porodilišta, izmuzišta, pojilišta, silosi, đubrišta, osočare, mlekare, spremnice za hranu, magacini, senjaci, ambulanta, klanica i slično
Higijensko održavanje staja i pomoćnih objekata
Čistoća je jedan od osnovnih faktora u održavanju zdravstvenog stanja goveda. Zbog toga objekti za stoku moraju biti tako sagrađeni da se mogu lako održavati u čistoći. Svi oni moraju imati dobru ventilaciju radi odstranjivanja vlage i zagađenog vazduha. Podovi, boksovi, uređaji za hranjenje i napajanje moraju biti čisti. Zato ih treba povremeno krečiti, dezinfikovati i slično. U staje treba puštati što više dnevne svetlosti, jer sunčani zraci ubijaju razne klice. Od pomoćnih objekata posebnu čistoću zahtevaju mlekare, izmuzišta, klanice, ambulante, pojilišta i slično, pa se o tome mora stalno voditi briga. Hemijska sredstva služe za dezinfekciju (lizol, krezol, formalin i slično) to jeste njihovim rastvorom se peru razni predmeti ili uređaji. Od hemijskih sredstava najviše je u upotrebi gašeni kreč koji se koristi za krečenje skoro svih objekata za stoku. U fizička sredstva spadaju vrela voda, vodena para, vatra i slično, koji se koriste za pranje sudova, muzilica, kanti, raznog pribora, aparata za mužu i slično (vrela voda i vodena para) ili za spaljivanje prostirke, ambalaže i drugo (vatra).
Higijensko držanje i nega goveda
Pored brige o čistoći staja mora se voditi računa i o higijeni samih grla. Ako se higijena ne sprovodi dolazi do raznih zaraznih i parazitnih oboljenja stoke, naročito podmlatka. Sapi, rep, vime i noge treba prati mlakom vodom, a ostale delove kože timariti četkom i eventualno češagijom. Prilikom timarenja počinje se od vrata pa se postepeno prelazi na grudi, leđa i ostale delove. Povremeno pregledati papke i po potrebi ih orezivati. Za orezivanje služe oštra klešta i noževi. Prilikom orezivanja treba voditi računa da se ne povrede meka tkiva koja leže ispod rožine.
Pribor za negu goveda
Osnovni pribor i sredstva za negu goveda i održavanje čistoće su: četke, češagije, kofe, krpe, aparati za obezrožavanje i održavanje papaka i drugog. Navedeni pribor se čuva u posebno maloj prostoriji ili nekom ormanu. Razni aparati za obezrožavanje, obrezivanje papaka i slično moraju stojati na suvom mestu. Posle svake upotrebe treba ih dobro očistiti i paziti da ne zarđaju.
Zaštita goveda u staji, ispustima i na paši
Goveda treba štititi od mehaničkih povreda i raznih parazitskih i zaraznih oboljenja. Povrede mogu izazvati sama grla guranjem, udaranjem i bodenjem, a mogu ih izazvati i radnici grubim postupkom, batinanjem i sl. Da bi se povrede svele na najmanju meru mora se blago postupati sa stokom, nikada ih ne terati brzo, ne dozvoliti guranje stoke u štali itd. Obezrožavanje čini životinje manje agresivnim i onemogućuje međusobne ozlede. Goveda treba zaštititi od napada parazita: vaši i goveđeg obada (ugrka).
Povremenim zaprašivanjem goveda raznim preparatima DDT, ona se mogu sa uspehom zaštititi od vaši. Goveda koja se pretežno gaje na pašnjacima treba zaštititi od parazita, metilja i zarazne bolesti antraksa

## Objekti
Objekti za smeštaj goveda
Radi stvaranje uslova za bolje organizovanje tova junadi posebna pažnja poklanja se podizanju proizvodnih i pratećih objekata, kako na gazdinstvima društvenog sektora tako i na imanja zemljoradnika. Savremena stočarska proizvodnja zahteva da se odvija u objektima u kojima će biti ispunjeni potrebni uslovi za racionalnu proizvodnju, odnosno da su odgovarajuće veličine, oblika i odgovarajuće zapremine prostora, optimalnih mikroklimatskih faktora i dr. Objekti za tov su uglavnom sa rešetkastim podom u koje se smešta veći broj grla, koja se drže većinom slobodno (nevezano). Pri izgradnji farme biramo tip objekta, način držanja junadi u tovu, način dopremanja hrane i hranjenje.
Treba voditi računa i o udaljenosti staja od naselja. Objekti za smeštaj grla u tovu treba da obezbede povoljne uslove za produkciju mesa uz racionalnu upotrebu savremene tehnologije proizvodnje.
Izbor lokacije
Pri izboru lokacije za izgradnju farme vodimo računa o potrebnoj površini za izgradnju staja i pomoćnih objekata, obezbeđivanju potrebnih količina i drugo. Treba voditi računa o zemljištu, podzemnoj vodi i klimatskim uslovima. Zemljište treba da bude suvo i propusno sa niskim nivoom podzemne vode.
Izbor tipa objekata
Na izbor tipa objekata za držanje junadi u tovu, pre svega utiču način hranjenja i sistem izđubrivanja, kao i veličina.
Izbor građevinskog materijala
Veoma je značajno izabrati najbolji materijal za izgradnju staje, a koriste se: drvo (dobro, skupo i brzo propada), kamen, cigla, beton (loš toplotni izolator), nabijena zemlja i drugo. Najčešći građevinski materijal je cigla, iako sa stanovišta higijene najbolje odgovara drvo.
Pojedini delovi objekata
Temelj je obično od betona, dubine 80 cm, širine 40 cm, a iznad zemlje oko 30 cm. Zidovi su najčešće od cigle, šljakobetonskih blokova ili betonskih blokova. Vrata ne smeju biti niža od 2 m, a širina koja omogućuje prolaz traktora. Prozori treba da su pravougaonog oblika i da se otvaraju prema unutra, okrećući se oko svoje donje osovine. Broj i veličina su različiti, ali obično oko 1 m², a na svakih 15 m² površine poda po jedan prozor.Pod je obično od betona, a sistem kanalizacije može biti sa otvorenim ili zatvorenim kanalima. Kod tova junadi pošto se koristi kabasta hrana, bolje su otvoreni kanali, da ne bi došlo do zapušavanja. Betonski podovi, iako su tvrdi i klizavi, mogu biti tamo gde ima dovoljnih količina prostirke. Drveni podovi su topli, ali propuštaju mokraću i lako trunu. U intenzivnom tovu junadi, podovi treba da su rešetkasti, sa drvenim ili betonskim gredama debljine oko 12 cm, širine 10–15 cm i razmakom od 20–40 mm. Uz jasle pod je ravan (42 cm) radi lakšeg stajanja grla za vreme konzumiranja hrane. Za tov junadi kategorije 120–440 kg izgrađene su staje za grupno držanje većeg broja grla, a kada se radi o držanju manjeg broja grla, drže se pojedinačno (vezano).
Boksovi – U svakoj staji kod grupnog držanja (slobodnog) treba da ima određen broj boksova sa obe duže strane objekta, a po sredini hodnik, ili sa jedne strane, a hodnik između njih i druge strane objekta.
Najbolje je da se sredinom objekta pruža hodnik za ishranu, tj prolaz traktora. Hodnik za ishranu treba da je uzdignut od ležišta za 50 cm, a širine 240 cm za nesmetan prolaz traktora. Ivica hodnika da je izdignuta za 5 cm za lakše vođenje traktora. Veličina boksova može biti različita, na primer za smeštaj 18 grla, koja će ostati do kraja tova iznosi 6,0h6,0 m. Veličina boksa zavisi od broja grla, računajući prema kategorijama 1,5–2,0 m² površine boksa po grlu. Minimalno potrebni prostor po grlu kreće se:
- za grla od oko 200 kg oko 1,2 m²
- za grla od oko 300 kg oko 1,4 m²
- za grla od oko 400 kg oko 1,7 m²
- za grla od oko 500 kg oko 2,0 m²

Boks je ograničen pocinkovanim cevima prečnika oko 5 cm, a visina pregrada je od 1,20 do 1,50 m. Između dva boksa mogu se naći lotre za seno.
Jasla (valovi) – Jasle su po dužini staje uz bokseve i hodnik, a služe za hranjenje koncentratom i kabastom hranom. Mogu biti jedne duž hodnika za ishranu koncentratnim smešama, a druge sa strane za kabastu hranu. Dužina jasala je duž celog boksa; širina je oko 80 cm (zajedno sa debljinom pregradnog zida); visina jasala sa strane boksa je oko 50 cm, odnosno da je dubina najmanje oko 30 cm. Dno valova treba da je za 15–18 cm iznad nivoa poda boksa.
Pojilice– Za napajanje se koriste automatske pojilice, koje se za telad postavljaju niže (60 cm), a za odrasla grla više (70–75 cm) na pregradnoj ogradi.
Kontrolni koridor – nalazi se između zida i boksova (ili sa spoljne strane staje po dužini) a služi za prilaz grla pri izlasku i ulasku iz boksa. Širok je oko 80 cm, na krajevima koridora nalaze se vrata dimenzija 90h200 cm. Električna instalacija – U objektu je neophodno elektronsko osvetljenje.
Pomoćni objekti
Objekti za smeštaj stočne hrane – U ove objekte spadaju objekti (prostorije) za smeštaj koncentrata i smeštaj kabaste hrane.
Objekti za snabdevanje vode – Za manje forme najbolja mogućnost snabdevanja vodom bila bi preko vodovodne mreže naselja u kome se nalazi objekat.
Higijena u objektima
Higijena u objektima je veoma značajan faktor u proizvodnji junadi, posebno mikro-klima u objektima i održavanje higijene.
Mikro-klima u objektima
Mikro-klimu objekta čine: temperatura, vlaga, gasovi i prašina u vazduhu.
Temperatura vazduha – Optimalna temperatura vazduha u objektu je 8–10 °C, s tim što organizam lakše podnosi niže temperature nego više. Uz druge povoljne uslove organizam će izdržati temperaturu nižu za 40–60% od sopstvene telesne temperature, a ako se drži duže vremena na temperaturi višoj od telesne temperature, doći će do uginuća, potrebno je obezbediti temperaturu od 10–18 °C, a preporuka za junad telesne mase od 170–600 kg je da temperatura staje treba da iznosi 5–25 °C (produktivna), odnosno 12–20 °C (optimalna).
Temperatura u objektu je najniža pri podu, a prema tavanici se povećava, te se ona uglavnom meri u sredini staje na visini od 100–125 cm. Niska temperatura je posebno štetna ako je povećana i vlažnost vazduha. Kod nižih temperatura voditi računa da je ležaj suv i da nema suviše vlage.
Vlaga u vazduhu ( vlažnost vazduha) – Najpovoljnija relativna vlažnost vazduha u objektu je 50–70% i ne više od 75%. Relativna vlažnost vazduha treba da iznosi 40–85% (produktivna), odnosno 60–80% (optimalna). Kod povećane vlažnosti vazduha dolazi do omekšavanja sluznica i kože, a time se stvaraju povoljni uslovi za pojavu upale pluća i drugih bolesti, zato u objektu ne treba dozvoliti da bude veća vlažnost od 75%
Gasovi u vazduhu – U objektu su najzastupljeniji ugljendioksid i amonijak. Ovi gasovi utiču na poremećaje organa za disanje, apetit i drugo.
Prašina u vazduhu – u stajskom vazduhu se nalazi izvesna količina prašine, a potiče od čestica hrane, prostirke i balege. Prašina štetno deluje na organe za disanje, koje nadražuje i oštećuje, takođe utiče i na kožu.
Održavanje higijene – Higijena staje obezbeđuje dobro zdravlje grla, sprečavajući infekcije i oboljenja organa za disanje i drugo.
Prostirka – u objektima bez rešetkastog poda za prostirku se koriste: piljevina, strugotina, slama i slično. Piljevina je dobar toplotni izolator, dobro upija vlagu, mekana je i ugodna za ležanje. Prostirka se mora postavljati u debljem sloju (2–3 cm), što zavisi od godišnjeg doba, broja grla, uzrasta i kvaliteta prostirke.
Čišćenje objekata se obavlja svakodnevno, a broj čišćenja zavisi od broja grla, uzrasta, količine prostirke, godišnjeg doba i tako dalje. Posle čišćenja stavlja se suva prostirka u odgovarajućoj količini.
Ventilacija – Postoji prirodna i veštačka ventilacija. Kod prirodne ventilacije koristi se razlika u temperaturi spoljašnjeg i unutrašnjeg vazduha. Unutrašnji vazduh je topliji, lakši i kreće se odozdo prema gore. Spoljašnji vazduh ulazi kroz otvore sa strane zida, a izlazi kroz otvore na tavanici (slemenu). Za ulaz vazduha služe vrata i prozori. Da ne bi došlo do promaje prozori se otvaraju samo s jedne strane objekta. Veštačka ventilacija se vrši upotrebom električnih ventilatora, a može biti trojaka: izvlačenjem zagađenog stajskog vazduha; ubacivanjem svežeg vazduha u staju; kombinovano – izvlačenjem i ubacivanjem vazduha. Najbolji je kombinovani sistem pošto se može kontrolisati količina vazduha, koja se izvlači i ubacuje. Brzina kretanja vazduha nije veća od 0,2 m/s. Po jednom grlu obezbediti 16 m³ vazduha.
Svetlost – Za goveda u tovu jačina veštačkog osvetljenja treba da iznosi 30–40lh. Koeficijent osvetljenja je 1:10 – 1:15, to jeste 1m2 prozora odgovara 10–15m2 površine poda.

## U kulturi

### Religija i simbolizam
Krave su uključene u mnoga verovanja i religije. One obično simbolizuju snagu, muževnost, energiju, silu i plodnost. Bile su žrtvene životinje široko rasprostranjene u galskim, rimskim i grčkim civilizacijama. Takođe se pojavljuju u egipatskoj i grčko-rimskoj mitologiji, kao i u avramskim religijama, gde je kult Mitre u Persijskom carstvu doveden do obožavanja. Kult bika je oduvek bio zastupljen u različitim oblicima i u mesopotamskim civilizacijama Sumera, Asiraca, Vavilonaca i Hetita.

### Egipatska mitologija
U egipatskoj mitologiji, simbolika krave se pojavljuje kroz lik boginje Hator. Ova boginja, kćerka Nuta i Raa, uvek je predstavljana ili kao krava, ili kao žena sa kravljim rogovima. Hator je boginja ljubavi, radosti i plesa, a držana je i za zaštitnicu novorođenčadi. Krava, simbol plodnosti, takođe je povezana sa poplavama Nila koji oplođuje zemlju. U egipatskoj mitologiji je bilo i nekoliko svetih bikova, a kultovi posvećeni bikovima su dovedeni do obožavanja, uključujući i kult Apisa.

## Galerija
- Teleći embrion star oko 1 mesec u amnionskoj kesi (22 mm.)

## Literatura
- Bouissou, M. F.; Boissy, A.; Le Niendre, P.; Vessier, I. (2001). „The Social Behaviour of Cattle 5.”.  Ур.: Keeling, L.; Gonyou, H. Social Behavior in Farm Animals. CABI Publishing. стр. 113-133.
- Phillips, C. (2008). Cattle Behaviour and Welfare. John Wiley and Sons.
- Mladen Josifović: Poljoprivredna enciklopedija
- Jovan Belić: Specijalno stočarstvo
- Novica Stolić: Savremena proizvodnja junećeg mesa, Priručnik i program
- Bhattacharya, S. 2003. „Cattle ownership makes it a man's world”. Приступљено 26. 12. 2006.. Newscientist.com..
- Cattle Today (CT). 2006. Website. „Breeds of cattle”. Приступљено 26. 12. 2006.. Cattle Today.
- Clay, J. (2004). World Agriculture and the Environment: A Commodity-by-Commodity Guide to Impacts and Practices. Washington, D.C., USA: Island Press. ISBN 978-1-55963-370-3.
- Clutton-Brock, J. (1999). A Natural History of Domesticated Mammals. Cambridge UK: Cambridge University Press. ISBN 978-0-521-63495-3.
- Purdy, Herman R.; Dawes, R. John; Dr. Robert Hough (2008). Breeds Of Cattle (2nd изд.). – A visual textbook containing History/Origin, Phenotype & Statistics of 45 breeds.
- Huffman, B. 2006. „The ultimate ungulate page”. Приступљено 26. 12. 2006.. UltimateUngulate.com..
- Invasive Species Specialist Group (ISSG). 2005. Bos taurus Архивирано на веб-сајту  (25. јун 2008). Global Invasive Species Database.
- Johns, Catherine. 2011 Cattle: History, Myth, Art. London, England: The British Museum Press. 978-0-7141-5084-0
- Nowak, R.M.; Paradiso, J.L. (1983). Walker's Mammals of the World. Baltimore, Maryland, USA: The Johns Hopkins University Press. ISBN 978-0-8018-2525-5.
- Oklahoma State University (OSU). 2006. „Breeds of Cattle”. Приступљено 5. 1. 2007...
- Public Broadcasting Service (PBS). 2004. „Holy cow”. Архивирано из оригинала 14. 07. 2014. г. Приступљено 5. 1. 2007.. PBS Nature..
- Rath. стр. (1998). The Complete Cow. Stillwater, Minnesota, USA: Voyageur Press. ISBN 978-0-89658-375-7.
- Raudiansky. стр. (1992). The Covenant of the Wild. New York: William Morrow and Company, Inc. ISBN 978-0-688-09610-6.
- Spectrum Commodities (SC). 2006. „Live cattle”. Архивирано из оригинала 15. 11. 2006. г. Приступљено 5. 1. 2007.. Spectrumcommodities.com..
- Voelker, W. (1986). The Natural History of Living Mammals. Medford, New Jersey, USA: Plexus Publishing, Inc. ISBN 978-0-937548-08-0.
- Yogananda, P. (1946). The Autobiography of a Yogi. Los Angeles, California, USA: Self Realization Fellowship. ISBN 978-0-87612-083-5.

## Spoljašnje veze
- Cattle Today
- Cattle Breeds website - Oklahoma State University
- PBS Nature: Holy Cow (about cows in general) Архивирано на веб-сајту  (14. јул 2014)
- UK Lincoln Red Cattle Society